# Francueil
Francueil település Franciaországban, Indre-et-Loire megyében. Lakosainak száma 1453 fő (2022. január 1.). Francueil Chenonceaux, Chisseaux, Civray-de-Touraine, Épeigné-les-Bois, Luzillé, Saint-Georges-sur-Cher és La Croix-en-Touraine községekkel határos.

## Népesség
A település népességének változása:
| Lakosok száma | 790  | 799  | 890  | 1231 | 1328 | 1363 | 1377 | 1383 | 1386 | 1453 |
|               | 1968 | 1982 | 1990 | 2006 | 2013 | 2015 | 2017 | 2019 | 2020 | 2022 |